# Corydalis flabellata
Corydalis flabellata är en vallmoväxtart som beskrevs av Michael Pakenham Edgeworth. Corydalis flabellata ingår i släktet nunneörter, och familjen vallmoväxter. Inga underarter finns listade i Catalogue of Life.